# 알랑 호드리게스 지 소자
알랑 호드리게스 지 소자(Allan Rodrigues de Souza, 1997년 3월 3일~)는 브라질의 축구 선수이며, 현재 브라질 캄페오나투 브라질레이루 세리이 A의 플라멩구에서 뛰고 있다.